# Веронский сакраментарий
Веронский сакраментарий (лат. Sacramentarium Veronense) — старейший из ныне известных сакраментариев, датированный предположительно первой четвертью VII века. Другое известное название — сакраментарий папы Льва (Sacramentarium Leonianum) — связано с ошибочной атрибуцией при первой публикации рукописи в 1735 году, когда время создания рукописи было ошибочно отнесено ко времени папства Льва Великого (440—461). Хотя уже в издании, подготовленном Лудовико Антонио Муратори в 1748 году, название было изменено на Веронский сакраментарий.
Рукопись была случайно обнаружена в одном из шкафов в хранилище библиотеки Капитула Веронского собора в 1713 году. Вероятно, Веронский сакраментарий представляет собой оригинальную компиляцию различных известных в то время литургических текстов, а не копию более ранней рукописи. По мнению большинства исследователей, Веронский сакраментарий является не полноценной богослужебной книгой, а лишь сборником небольших записок, содержащих изменяемые части служб. Они считаются промежуточным звеном в эволюции раннехристианского богослужения от устной передачи молитв к средневековым литургическим книгам. В этом Веронский сакраментарий существенно отличается от ближайших более поздних образчиков этого рода книг — Сакраментария Геласия и Сакраментария Григория. В этой связи Веронский сакраментарий относится к тому же типу исторических памятников, что и Киевские глаголические листки.
Веронский сакраментарий состоит из 139 пергаменных листов (25,2×18 см). Текст написан унциалом, известным по другим памятникам из Вероны и датируемым первой четвертью VII века. Последние три страницы написаны другой рукой, нежели весь остальной текст. В сакраментарии практически отсутствуют иллюстрации и украшения страниц, кроме заглавных букв. На полях содержатся более поздние записи, относящиеся, по всей видимости, к VIII веку; в частности, в тексте дополнительных записей упоминается епископ Вероны Эгинон (772—802).